# Hunsrück

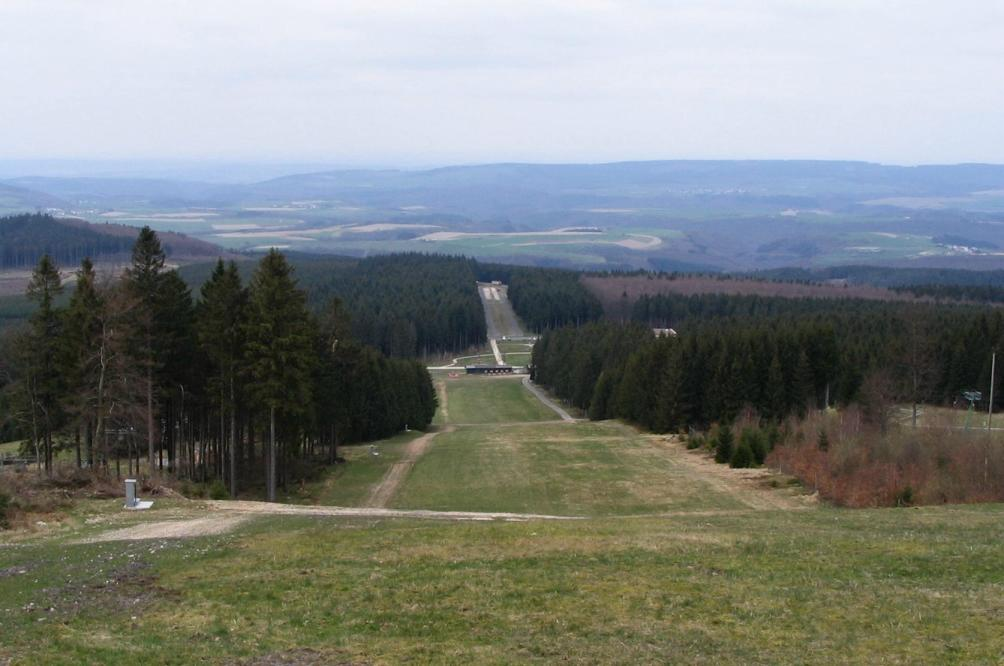
Uitzicht van de Erbeskopf

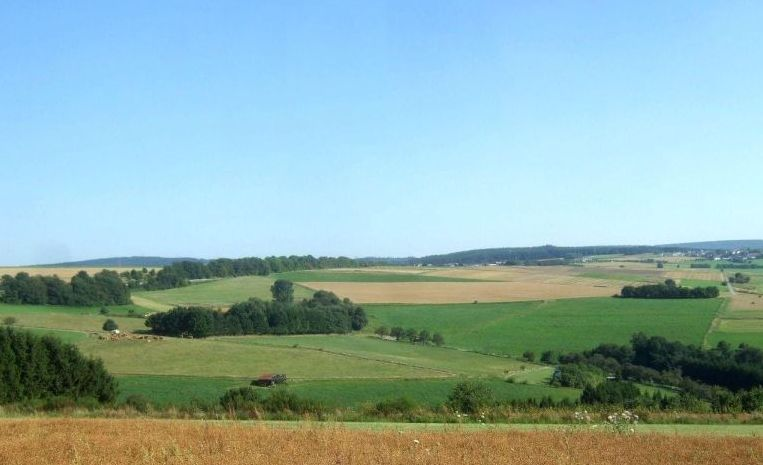
Osburger Hoogwoud

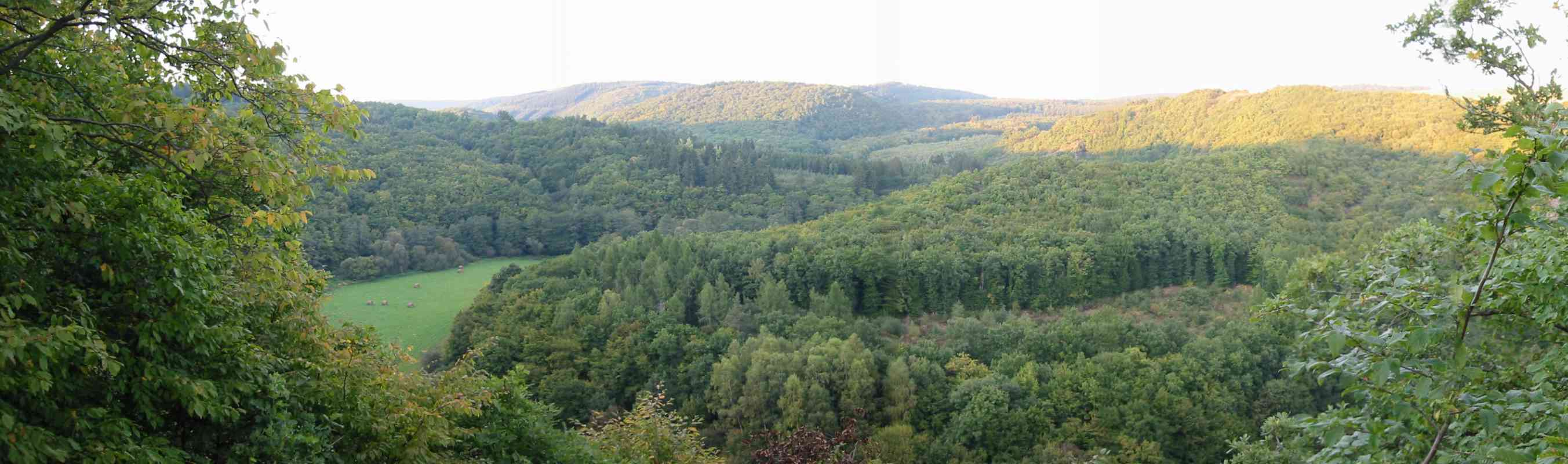
Dal van de Hahnenbach tussen Schneppenbach en Bundenbach

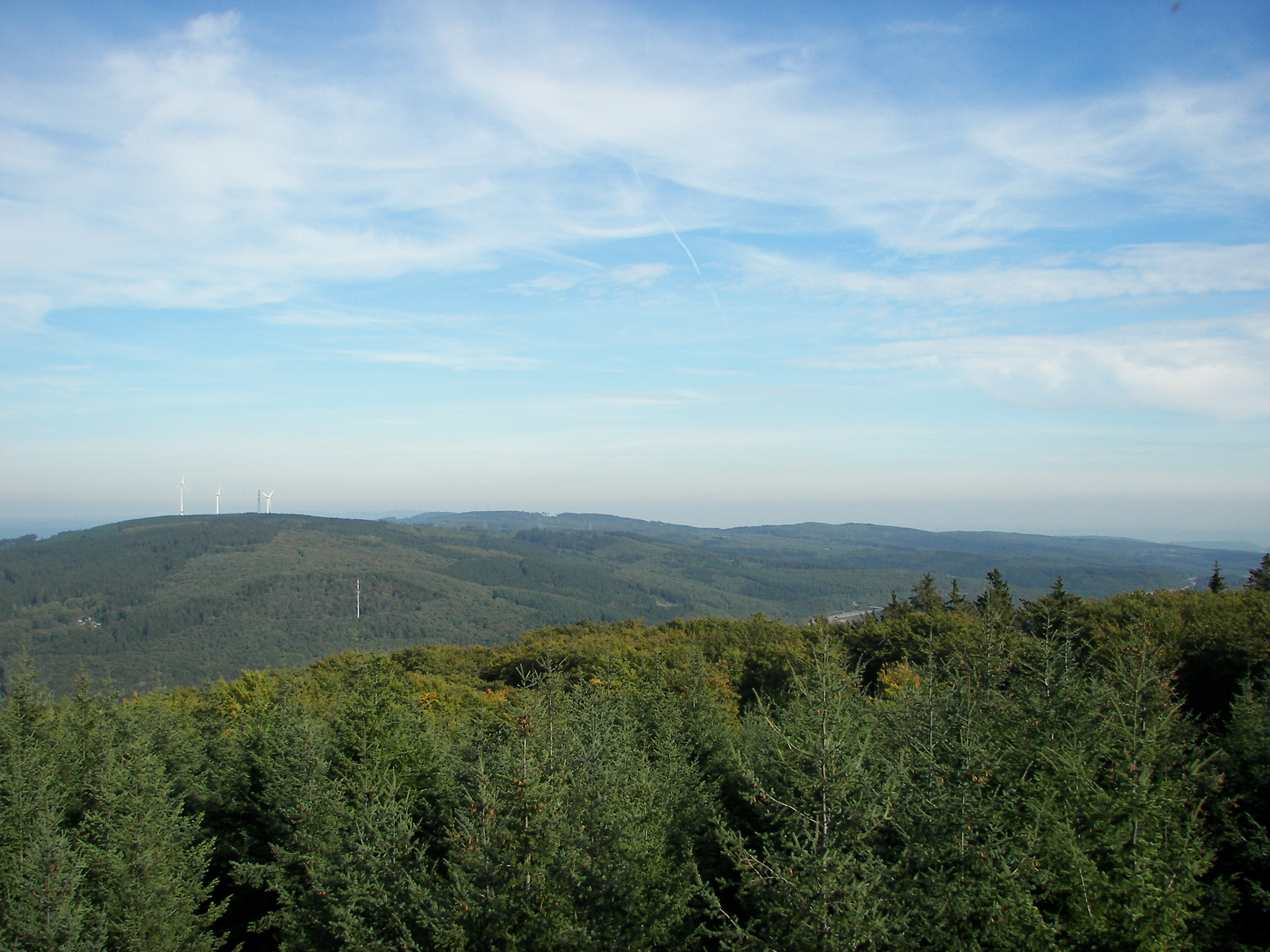
Binger Woud

De Hunsrück is een middelgebergte dat deel uitmaakt van het Rijnlands leisteenplateau in de Duitse deelstaat Rijnland-Palts en een klein deel in Saarland.
Bepaalde delen van het gebergte hebben eigen namen zoals het Idarwald, het Soonwald, het Binger Wald, het Schwarzwälder Hochwald en het Osburger Hochwald. De inwoners van de streek noemen de Hunsrück "Hundsbuckel". Een deel van het gebergte wordt beschermd en maakt deel uit van het Nationaal Park Hunsrück-Hochwald. De Saar-Hunsrück-Steig loopt door het gebied.

## Geografie
Het gebergte wordt begrensd door de Rijn in het oosten, de Moezel in het noorden, de Nahe in het zuiden en de Saar in het westen.
De hoogste berg van de Hunsrück is de 818 meter hoge Erbeskopf bij Thalfang. Deze top is tegelijkertijd het hoogste punt op de Duitse linkeroever van de Rijn en van de Duitse deelstaat Rijnland-Palts.
Tot in de jaren vijftig werd in de Hunsrück op grote schaal leisteen gedolven. Ondertussen is dit wegens de sterk toegenomen Zuid-Amerikaanse import van leisteen niet meer rendabel, wat ertoe leidde dat deze activiteit stelselmatig afgebouwd werd. In Bundenbach werd de leisteengroeve opengesteld voor het publiek.
In west-oostelijke richting, van Saarburg naar Koblenz loopt de Hunsrückhöhenstraße. Van noordwest naar zuidoost liep een Romeinse heerweg, de zogeheten Via Ausonius die de steden Trier en Bingen verbond.

## Geologie
400 miljoen jaar geleden (tijdvak devoon) was het huidige Midden-Europa een tropische zee. Op de bodem verzamelde zich zand en modder, dat onder haar eigen gewicht zich vormde tot gesteente. Uit de zandbanken vormde zich kwartsiet en uit de modder vormde zich leisteen. Toen de zee zich terugtrok en het gebied omhooggeduwd werd, vormden zich de Hunsrück-eilanden die later erodeerden en de contouren vormden van het huidige gebergte.
In de Hunsrück heeft zich vulkanisme voorgedaan. Resten hiervan zijn te vinden in edelstenen die zich hebben gevormd rondom luchtbellen in de lava. Het betreft hier agaat, amethist, jaspis en bergkristal. Tot in het midden van de 20e eeuw werden de edelstenen in dit gebied commercieel gedolven en geslepen, met name in het gebied rondom Idar-Oberstein.

## Geschiedenis
Van de steentijd en bronstijd zijn sporen terug te vinden in de vorm van bijvoorbeeld vuistbijlen. Uit de La Tène-periode in de ijzertijd dateren diverse ruïnes van bouwwerken die zijn gemaakt door de Kelten. Een voorbeeld hiervan is de Ringwal van Otzenhausen.

## Externe link

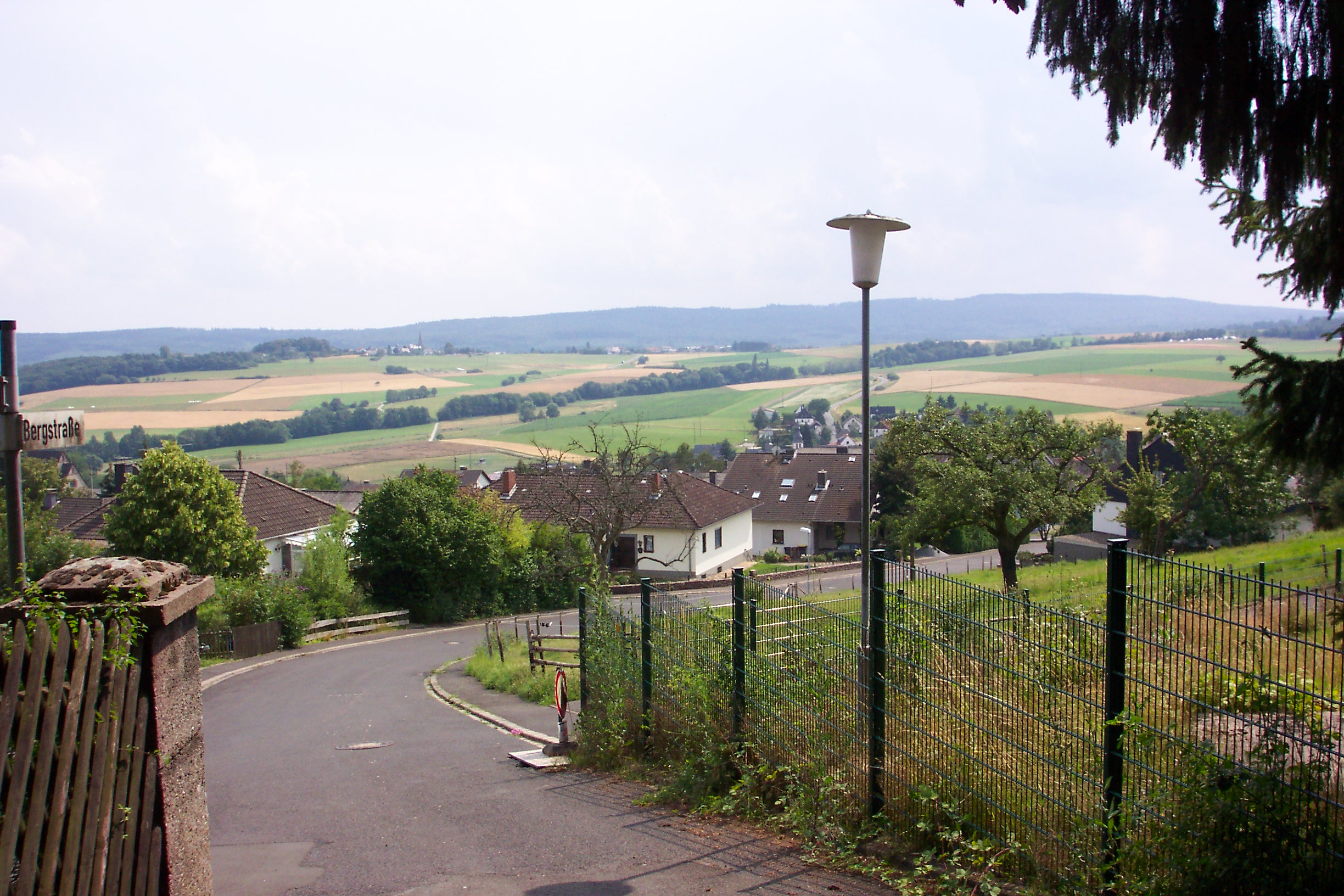
Typisch Hunsrücklandschap in Seibersbach
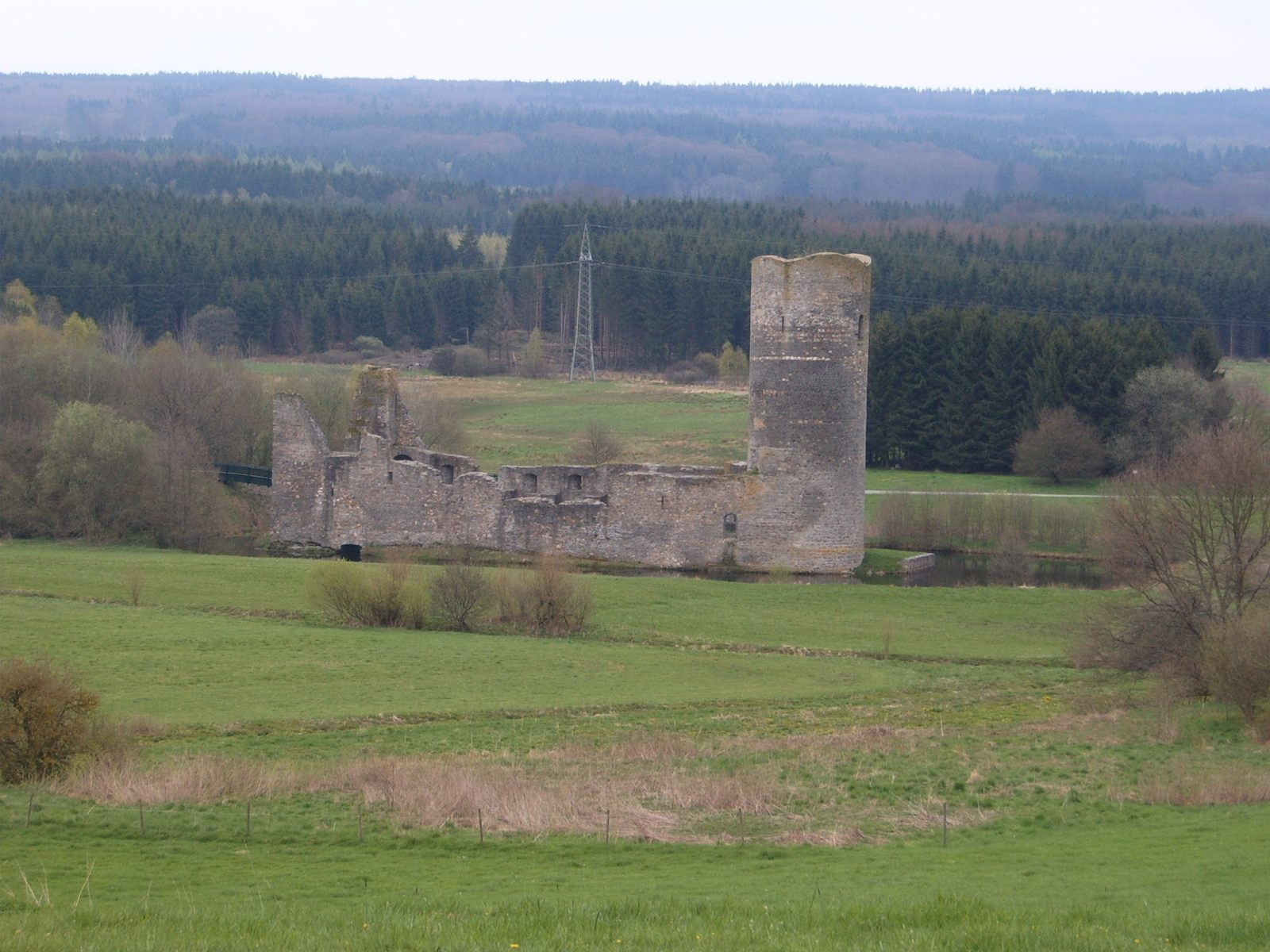
Burcht van Baldenau
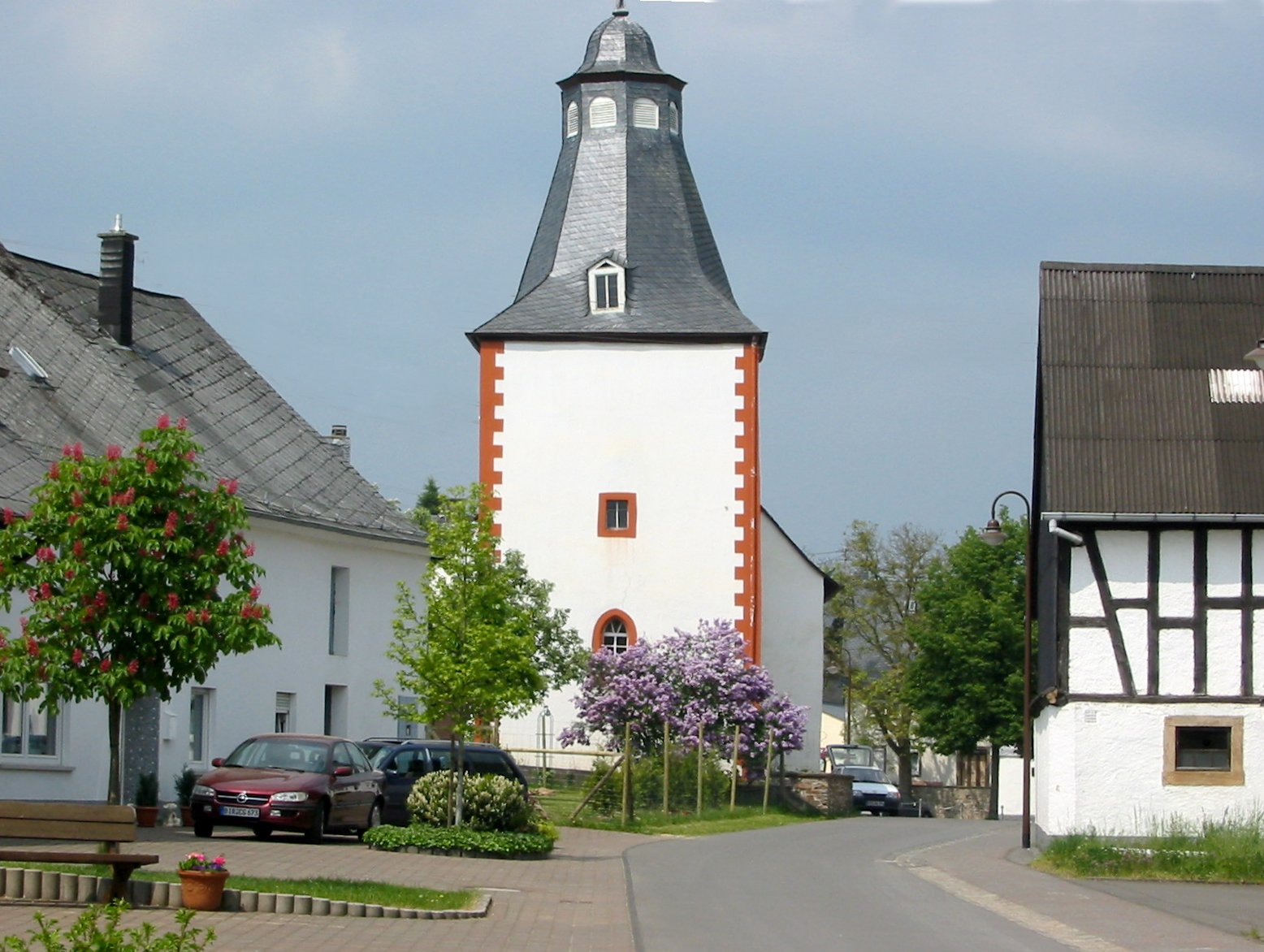
Sulzbacher Kerk
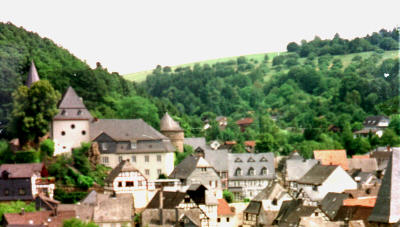
dorpskern van Herrstein
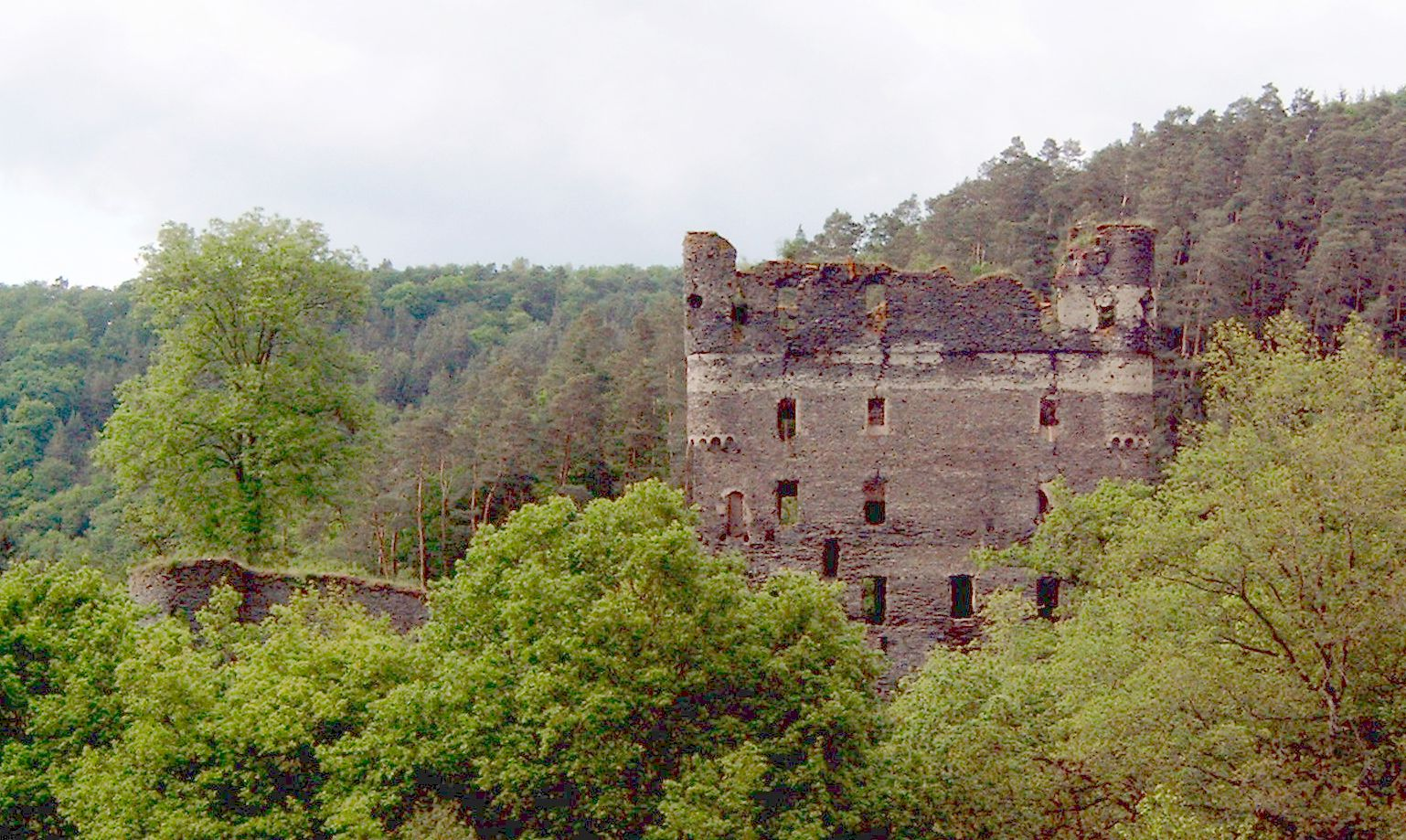
Burg Balduinseck tussen Mastershausen en Buch
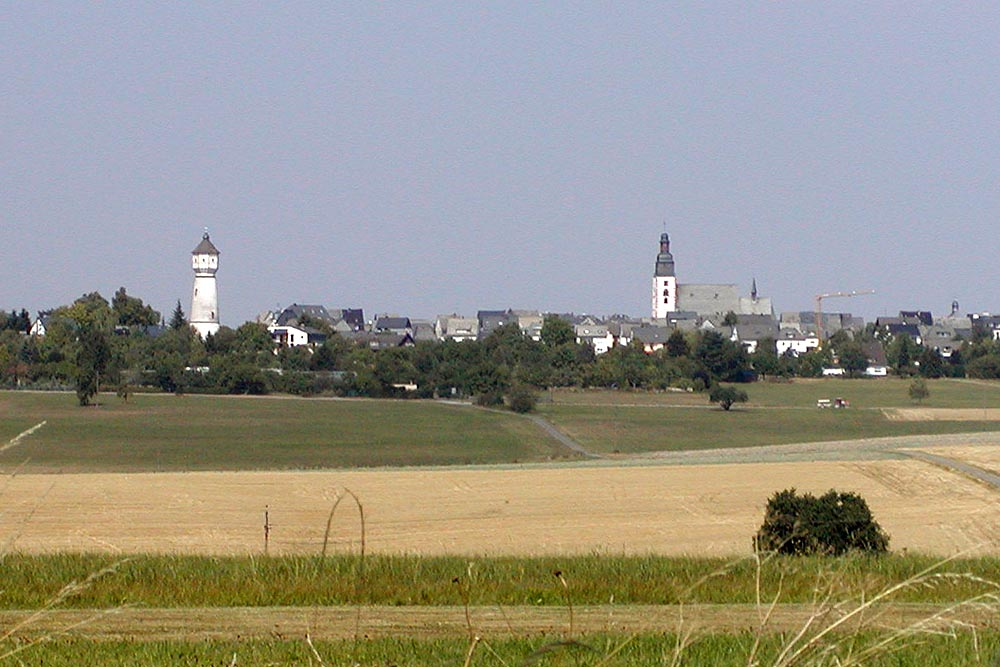
Kirchberg, de stad van de toren en de oudste stad in de Hunsrück
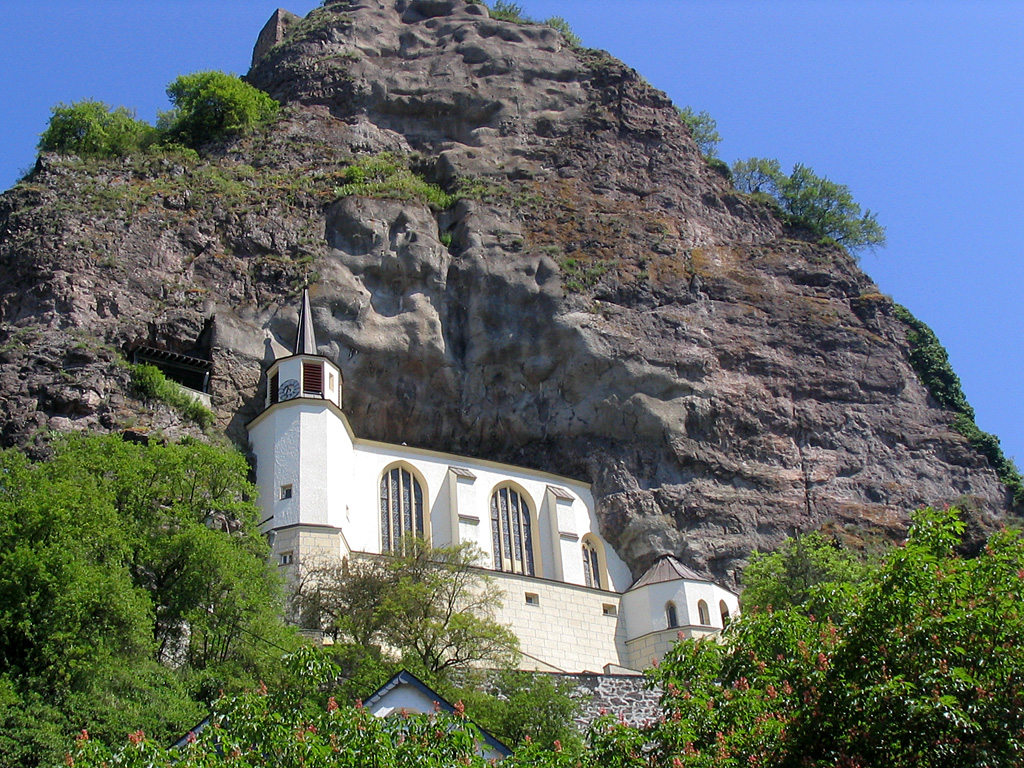
De Felsenkirche in Idar-Oberstein

## Bergtoppen
- Erbeskopf, 818 m
- Steingerüttelkopf, 757 m
- Idarkopf, 746 m
- Ringelkopf, 712 m
- Rösterkopf, 708 m
- Münkenbornberg, 691 m
- Hohe Wurzel, 669 m
- Wildenburger Kopf, 664 m
- Haardtkopf, 658 m
- Opel, 649 m
- Salzkopf, 638 m
- Ellerspring, 637 m
- Kandrich, 637 m
- Womrather Höhe, 597 m
- Luftekopf, 551 m
- Judenkopf, 517 m
- Meiersberg, 464 m
- Schock, 426 m
- Müdener Bock, 379 m